# Генуков Ігор Андрійович
Ігор Андрійович Генуков (нар. 17 листопада 1936) — український радянський діяч, генеральний директор Львівського виробничого об'єднання «Автонавантажувач». Депутат Верховної Ради УРСР 10-го скликання.

## Біографія
Освіта вища. Закінчив Львівський поліграфічний інститут імені Івана Федорова.
У 1959—1961 роках — механік цеху Харківської обласної друкарні.
У 1961—1970 роках — інженер-технолог, старший інженер-технолог, начальник сектора, начальник бюро, заступник начальника відділу, заступник головного інженера Львівського заводу автонавантажувачів.
Член КПРС з 1968 року.
У 1970—1976 роках — головний інженер, директор Львівського мотозаводу.
У 1976—1979 роках — директор Львівського виробничого об'єднання «Автонавантажувач». У 1979—1980-х роках — генеральний директор Львівського виробничого об'єднання з виробництва автонавантажувачів («Автонавантажувач») Львівської області.
Потім — на пенсії у місті Львові.

## Нагороди
- ордени;
- медалі.